# 神明神社 (飛騨市河合町)
神明神社（しんめいじんじゃ）は、岐阜県飛騨市河合町（旧・吉城郡河合村）に鎮座する神社（神明神社）。

## 概要
創建時期は不詳。養老年間に泰澄が白山から下山したさい、この神社を訪れたと言われている。
戦国時代の争乱などにより衰退したが、文化2年（1805年）に社殿を再興。同時に角川村の村内の神社（白山社、日枝社）を摂社に合祀する。1916年（大正5年）には無格社神明神社と合併。1974年（昭和49年）に白山神社を合祀する。
1872年（明治5年）郷社となる。1947年（昭和22年）に岐阜県神社庁より県神社庁支部長参向指定神社（銀幣社）に指定される。1973年（昭和48年）9月に岐阜県神社庁より県神社庁長参向指定神社（金幣社）の指定を受ける。

## 祭神

### 主祭神
- 天照大神

### 摂末社祭神
- 伊邪那美命
- 大山咋神

## 交通アクセス
- JR高山本線角川駅下車、徒歩約25分。
- 飛騨市営バス【O31】稲越線、【O32】月ヶ瀬線「ゆうわーくはうす・河合診療所」バス停下車、徒歩約7分。